# 5330 Senrikyu
5330 Senrikyu este un asteroid din centura principală de asteroizi.

## Descriere
5330 Senrikyu este un asteroid din centura principală de asteroizi. A fost descoperit pe 21 ianuarie 1990 la Dynic de Atsushi Sugie. El prezintă o orbită caracterizată de o semiaxă mare de 2,76 ua, o excentricitate de 0,16 și o înclinație de 33,7° în raport cu ecliptica.